# 脫合帖木兒
脫合帖木兒（Togha Temür，？－約1353年）是蒙古裔人，14世紀伊兒汗國分裂後，他因與成吉思汗有血緣關係而被推舉為汗(合撒儿后人)，在今伊朗東部建立脫合帖木兒王朝。
伊兒汗國君主不賽因死後無嗣，伊兒汗國遂陷於分裂局面、走向瓦解。因為脫合帖木兒尊貴的血統，被呼羅珊總督擁立為君主，並受到伊朗東部的大多數的王公支持。當不賽因的繼承人阿兒巴及木撒相繼被廢黜，脫合帖木兒亦準備西征，平定亂局。
1337年春天，脫合帖木兒亦開始西征，但是當大軍行至巴斯塔姆，一些對呼羅珊總督的經濟政策不滿的王公包括阿魯渾沙阿卻臨陣退出。雖然有木撒的支持者加入與札剌亦兒王朝謝赫·大哈散王公所擁立的傀儡大汗麻合馬大戰，並佔領了伊兒汗國的舊都蘇丹尼耶，但是於1337年6月被謝赫·大哈散王公打敗，脫合帖木兒及其部下被逐回根據地。
1337年7月，呼羅珊總督在回程途中被叛亂的阿魯渾沙阿殺死並將其頭臚送至謝赫·大哈散王公手上。阿魯渾沙阿其後成為脫合帖木兒最有力的支持者，並成功說服脫合帖木兒抵抗謝赫·大哈散王公派遣到呼羅珊的新任總督，令呼羅珊不在札剌亦兒王朝統治之下。
不到一年的時間，楚邦王朝謝赫·小哈散·楚邦王公在1338年7月16日，擊敗大哈散，佔領伊兒汗國首都桃里寺，麻合馬被楚邦王朝俘殺。謝赫·大哈散王公向脫合帖木兒求援，當徵詢阿魯渾沙阿的意見後，脫合帖木兒出兵伊朗西部。作為交換的條件，謝赫·大哈散王公擁立脫合帖木兒為伊利汗國可汗。
謝赫·小哈散·楚邦王公立即行動回應此聯盟，他向脫合帖木兒致函邀請脫合帖木兒與楚邦王朝的傀儡可汗撒迪別聯婚。脫合帖木兒對此安排非常滿意，立即答允。謝赫·小哈散·楚邦王公卻致函謝赫·大哈散王公警告脫合帖木兒是不可信的盟友，及倡議楚邦王朝與札剌亦兒王朝有共同目標可以結盟重新統一伊兒汗國。謝赫·大哈散王公因此與脫合帖木兒敵對。脫合帖木兒與楚邦王朝及札剌亦兒王朝為敵，脫合帖木兒只好回呼羅珊。雖然謝赫·大哈散王公於1341年再次承認脫合帖木兒為伊兒汗國可汗，直至1344年為止，但是脫合帖木兒統一伊兒汗國的理想破滅，呼羅珊大軍被裁，只能勉強守住呼羅珊，未有能力西征。
其後，脫合帖木兒長期與在呼羅珊西部的賈薩爾巴達爾派系內戰，薩爾巴達爾得到楚邦王朝的支持，脫合帖木兒失去大部份領土。1344年，脫合帖木兒在賈傑魯德山谷進行絕地反擊，打敗薩爾巴達爾及殺死他們的領袖。
可惜，薩爾巴達爾仍然為他帶來頭痛，當阿魯渾沙阿於1345年或1346年逝世後，他的部族也再不支持脫合帖木兒對抗薩爾巴達爾。雙方爭持至郝賈·亞赫瑤·卡勞比於1352年成為薩爾畢道朗王朝的領袖後，他準備投靠脫合帖木兒，但是卻不準備成為他的附庸。1353年11月或12月，郝賈·亞赫瑤·卡勞比與賈薩爾巴達爾部眾前往脫合帖木兒的軍營覲見，卻突然將脫合帖木兒及其家族、將士及畜牲殺死。
脫合帖木兒的大部份領地再次落入賈薩爾巴達爾部眾手上，剩餘的本是由其子洛格芒·帕特肖繼承，但是卻被阿斯塔拉巴德總督阿米爾·瓦利所架空，變成阿米爾·瓦利與郝賈·亞赫瑤·卡勞比的爭鬥。
| 脫合帖木兒 脫合帖木兒王朝 | 脫合帖木兒 脫合帖木兒王朝        | 脫合帖木兒 脫合帖木兒王朝 |
| ------------------------- | -------------------------------- | ------------------------- |
| 新頭銜                    | 脫合帖木兒王朝可汗 1335年–1353年 | 繼任者： 洛格芒·帕特肖    |